# Karkadann
Il karkadan(n) o kartazon (dal greco antico: καρτάζωνος?, kartázōnos, italianizzato in cartazono) è il rinoceronte indiano. Pur essendo, di base, un animale reale, la descrizione del karkadann si presenta, già in età classica, con caratteri fortemente mitizzati, divergendo da quella del rinoceronte (anche quando questo diventa conosciuto) e integrando i caratteri di un animale favoloso molto più noto, l'unicorno, con cui viene identificato o confuso da più autori medioevali cristiani e musulmani.

## Etimologia
L'etimo è il persiano karγadān.

## Rinoceronti, elefanti e unicorni
La fonte occidentale più antica che cita per nome questa creatura mitizzata è «Sulla natura degli animali», un'opera di zoologia in diciassette volumi redatta da Claudio Eliano, scrittore in lingua greca degli inizi del III secolo. 
Eliano lo descrive come un unicorno delle dimensioni pari a quelle di un cavallo, con le zampe di elefante, la coda caprina, e un unico corno nero centrale ritorto sulla fronte. La creatura, veloce e bellicosa, vive nelle regioni aride e montuose dell'India. Si tratta di luoghi, precisa Eliano, «inaccessibili agli uomini» e «popolati da innumerevoli creature selvagge che gli storici e i sapienti del luogo, tra cui i Brahmani, cercano di classificare»[...]«Il nome che danno a questo animale è kartazon». 
Un carattere centrale del mito dell'unicorno, soprattutto nel medioevo europeo, è costituito dalle virtù curative del suo corno frontale, ma il kartazon non presenta alcun carattere magico o sovrannaturale. Tuttavia, lo stesso Eliano attribuisce, invece, poteri taumaturgici al corno di un'altra creatura dell'India, più realistica del kartazon (che appare quasi un mostro composito), ma descritta anch'essa simile all'unicorno e a questo assimilata: l'asino selvatico.
L'asino selvatico di Eliano è sostanzialmente la stessa creatura descritta da Ctesia nella sua Storia dell'India (in greco antico: Ἰνδικά) di cui l'autore di Cnido non fornisce alcun nome locale, ma che per alcuni autori rappresenta certamente il rinoceronte, riconoscibile anche nel modo in cui l'animale viene descritto caricare i suoi avversari quando viene cacciato.
L'opera di Ctesia è andata in larga misura perduta, a parte alcuni frammenti e citazioni fra cui quelle dello stesso Eliano, che si era ispirato all'Ἰνδικά nella redazione del suo trattato zoologico; ma è nota soprattutto grazie ai riassunti di Fozio, un patriarca e erudito bizantino del IX secolo.
Ctesia (e Eliano dopo di lui) chiamano l'unicorno asino selvatico, ma è un animale favoloso per quanto i suoi caratteri teratologici non siano particolarmente sviluppati: si tratta di un quadrupede con il corpo più grande di quello di un cavallo e di colore bianco, tranne per la testa che è fulva e caratterizzata dalla presenza di un unico corno, lungo un cubito, protundente dalla fronte. Il corno è di colore bianco alla base, ma diviene rosso vermiglio in punta.
L'autore greco afferma di avere osservato personalmente il corno dell'animale poiché questo è particolarmente ricercato, in Persia, per le sue proprietà taumaturgiche: bere del vino o dell'acqua da una coppa lavorata a partire dal corno, guarisce, infatti, dall'epilessia, dalle convulsioni e neutralizza gli effetti di qualunque veleno venga ingerito con il liquido o sia stato assunto precedentemente.
Quello di Ctesia (ripreso da Eliano) è il riferimento più antico nella letteratura classica alle virtù anti-venefiche del corno e pur non essendo esteso al kartazon ne verrà da questo invariabilmente assimilato. 
La progressiva identificazione infatti, in epoche successive, delle creature più o meno favolose provviste di un unico corno frontale, in un unico animale che raccoglie in sé tutti i caratteri fondamentali, contribuirà in modo determinante a far confluire anche il kartazon in quell'unicorno - creatura ritenuta assieme reale e allegorica - che popola i bestiari tardo-medioevali; e al cui corno "magico", ricercatissimo nelle corti europee e mediorientali dell'epoca, sono attribuiti quegli stessi strabilianti poteri curativi e anti-venefici descritti da Ctesia.
Per comprendere come è avvenuta questa trasformazione si deve, innanzitutto, risalire alle narrazioni degli autori classici romani e greci. 
Il rinoceronte era un animale noto in epoca romana, descritto da Gaio Plinio Secondo e Marziale per quello che era, senza attributi fantastici, anche se veniva rimarcata la sua presunta aggressività. Ed è proprio da questa aggressività, ribadita nelle narrazioni da autori come Eliano, Tertulliano e Isidoro di Siviglia che iniziano a sovrapporre al rinoceronte i caratteri di un favoloso unicorno, che prende corpo l'immagine della lotta fra il rinoceronte e l'elefante, ritenuti nemici naturali; un tema che ottiene grande fortuna nella letteratura persiana medioevale.

## Il karkadann deLe mille e una notte
Incontriamo il rinoceronte/unicorno della letteratura islamica nel viaggio di Sindbad il marinaio contenuto ne Le mille e una notte del X secolo, in cui viene descritta una creatura chiamata karkadann. 
La descrizione dell'animale è simile a quella di Eliano, ma ne vengono evidenziate le enormi dimensioni e la feroce lotta con l'elefante. Il karkadann è acerrimo nemico dell'elefante che carica a vista e, spesso, incorna a morte, ma non riuscendo, successivamente, ad estrarre il corno dal corpo dell'elefante finisce per soccombere anche lui, accecato dal grasso che cola dalla ferita a causa del calore del sole.

## Le virtù dell'alicorno
Successivamente, in epoca medioevale, tra l'XI e il XIV secolo, la traduzione in latino di trattati importanti di zoologia araba e che contenevano anche la descrizione di molti animali mitizzati tra cui anche il rinoceronte indiano (karkadann o karkadan ovvero il kartazon descritto da Eliano che pure era stato utilizzato come fonte), contribuirono notevolmente alla fortuna del mito dell'unicorno tanto che tra il XIV e il XV secolo le proprietà miracolose del corno erano note e apprezzate sia nelle corti europee che in quelle mediorientali.
Un'opera importante per la diffusione del mito in epoca successiva è la traduzione latina di Nuzhatu-l-qulūb (La delizia dei cuori)  del geografo persiano Ḥamdullāh Mustawfī al-Qazwīnī del XIII secolo che, negli elenchi ripresi dagli autori classici greci, riporta il kartazon col nome di karkadan, aggiungendo nuovi particolari favolosi coerenti con la sovrapposizione con l'unicorno: la creatura vive fino a 700 anni ed ha un periodo di gestazione di oltre tre anni. Il suo corno possiede inestimabili proprietà medicamentose.
Una descrizione, invece, completamente priva di elementi fantastici è quella che troviamo nella Riḥla (Viaggio), cronaca del viaggiatore marocchino del XIV secolo, Ibn Baṭṭūṭa. 
Anche questo animale esotico, come molti altri reali o completamente mitizzati, viene collocato, prima dagli autori classici e poi da quelli medievali, in quell'Oriente favoloso chiamato India, le terre orientali lontane e sconosciute ritenute contigue al Giardino dell'Eden ove risiedono i popoli mostruosi e le bestie favolose. Si tratta dell'effettivo confine del mondo conosciuto dagli autori occidentali fino al XV secolo, la naturale collocazione geografica del mito.

### Fonti primarie
- Claudio Eliano, Περὶ ζῴων ἰδιότητος (Sulla natura degli animali)
- Fozio di Costantinopoli, Biblioteca, contenente il riassunto della Storia dell'India (Ἰνδικά) di Ctesia.
- Ḥamdullāh Mustawfī al-Qazwīnī, Nuzhatu-l-qulūb (Le delizie dei cuori)
- Ibn Baṭṭūṭa, Riḥla (Viaggio)
- Le mille e una notte, siilloge favolistica di diversi autori anonimi egiziani, persiani e indiani (circa X secolo)

### Fonti secondarie
- Le mille e una notte a cura di F. Gabrieli, Einaudi, Torino 1948
- Sir Thomas Browne, Pseudodoxia Epidemica lib. III §23, sesta edizione,  1672 pp. 182–186
- Massimo Izzi, Il dizionario illustrato dei mostri, Gremese Editore 1989 pag. 193
- Marco Restelli, Il ciclo dell'unicorno, Marsilio Editore, Venezia 1992
- Odell Shepard, Lore of the Unicorn, Houghton Mifflin, Boston, 1930 §1
- J. Stephenson, I viaggi di Sindibad (traduzione italiana di The Zoological Section of the Nuzhatu'l Qulub of Hamd Allah Mustaufi Qazwini del 1928), Sansoni, Firenze, 1943 pp. 26–27
- Rudolf Wittkower, Allegoria e migrazione dei simboli, Giulio Einaudi Editore, Torino 1987